# Guadalupe Ortiz de Landázuri
Guadalupe Ortiz de Landázuri, née à Madrid le 12 décembre 1916 et morte à Pampelune le 16 juillet 1975, est une enseignante espagnole, doctoresse et chercheuse en sciences chimiques. Membre laïc de l'Opus Dei, vivant le célibat pour des motifs apostoliques, elle prit une part active au développement de l'Œuvre aux côtés de saint Josémaria Escriva, au prix de nombreux sacrifices. Elle est vénérée comme bienheureuse par l'Église catholique.

## Biographie

### Jeunesse
Guadalupe Ortiz de Landázuri est née le 12 décembre 1916 à Madrid, jour de la fête de Notre-Dame de Guadalupe, pour laquelle elle aura une dévotion particulière tout au long de sa vie. Elle est la quatrième enfant d'une famille plutôt aisée et religieuse. Le père, Manuel, est militaire et professeur de topographie à l'École d'artillerie de Madrid. Le 18 mai 1923, à l'âge de 7 ans, Guadalupe reçoit la première communion, un jour qui marque son enfance du point de vue spirituel. Élève à "La Emulación", une école pour les filles de militaires, elle poursuit ensuite sa scolarité à l'institut Notre-Dame du Pilier à Tetuán, confié aux Pères marianistes. La famille Ortiz s'est transférée dans cette ville, alors capitale du protectorat espagnol au Maroc, à cause de la mutation du père. Guadalupe est l'unique fille de l'école, mais elle s'attire vite la sympathie de ses compagnons pour son bon caractère.
Quand son père fut promut colonel et affecté au ministère de l'armée, la famille Ortiz retourne à Madrid. Guadalupe entame ses études universitaires, et fut l'une des 5 femmes reçues à la faculté de chimie. Elle a 20 ans et fréquente un jeune étudiant, Carlos, et pense se marier. Toutefois, le 18 juillet 1936, la guerre civile interromp sa vie d'étudiante. Son père est arrêté par l'armée républicaine et emprisonné. Son fils Eduardo parvient à obtenir sa libération, mais Manuel Ortiz refuse d'abandonner ses soldats détenus. Il est alors condamné à mort. Dans la nuit du 7 au 8 septembre 1936, Guadalupe parvient à se rendre auprès de son père emprisonné, et l'aide à se préparer à la mort de façon chrétienne. Manuel Ortiz est fusillé le lendemain, au petit matin. Malgré la douleur, Guadalupe pardonne aux assassins de son père, et ne montra jamais de rancœur à leur encontre.
De 1937 à 1939, elle vit avec sa mère à Valladolid, avant de rentrer à Madrid une fois la guerre terminée. En juin 1940, elle conclut ses études universitaires et enseigne la chimie au Lycée irlandais et au Lycée français de Madrid.

### Débuts dans l'Opus Dei
Le 25 janvier 1944, c'est par l'intermédiaire d'un ami qu'elle rencontre saint Josemaría Escrivá de Balaguer. Cette rencontre la bouleverse, elle dira elle-même qu'il lui semblait que Dieu lui parlait à travers ce prêtre. Du 12 au 17 mars 1944, Guadalupe fait une retraite spirituelle dans un centre de l'Opus Dei à Madrid. Elle se sent alors appelée par Dieu à vivre sa vocation  au sein de l'Œuvre fondée par saint Josémaria, qui n'est encore que modeste. Le 19 mars 1944, elle demande son admission dans l'Opus Dei comme numéraire, c'est-à-dire qu'elle vit un célibat apostolique afin de se rendre plus disponible. Elle poursuit ses études universitaires de chimie. Elle est l'une des premières femmes de l'époque à étudier à l'université en chimie.
Saint Josémaria remarque vite les qualités humaines et spirituelles de Guadalupe, et la bonne influence qu'elle exerce sur ses amies. Il lui confie la responsabilité du centre féminin de l'Opus Dei à Madrid, puis l'envoie à Bilbao en 1945, pour exercer son apostolat auprès des jeunes étudiantes. Guadalupe accepte, au prix de sa propre carrière. En 1947, Saint Josémaria la rappelle à Madrid, pour la formation de jeunes femmes. Une fois encore, elle quitte tout pour se mettre à sa nouvelle charge. Guadalupe voyage dans plusieurs villes d'Espagne pour l'implantation de nouveaux centres féminins.
Au milieu de ses nombreux engagements, Guadalupe parvient à reprendre ses études. À partir de 1947, elle prépare une thèse en chimie. En même temps, elle est nommée directrice de la première résidence universitaire de l'Opus Dei à Madrid, où elle se montre proche des jeunes, étant leur confidente et leur tutrice.

### Apostolat au Mexique
En octobre 1949, elle accepte la proposition de saint Josémaria de partir au Mexique, pour y implanter l'Opus Dei. Accompagnée de deux autres jeunes femmes, elle part avec seulement la bénédiction de saint Josémaria et une image de la Sainte Vierge. Un mois après leur arrivée à Mexico, le 5 mars 1950, elles inaugurent la première résidence universitaire de l'Œuvre dans le pays. Guadalupe marque les gens qui la côtoient par sa joie, sa disponibilité et sa profondeur spirituelle. Avec ses compagnes, elle travaille à la reconstruction  de Santa Maria di Montefalco, une ancienne mission qu'elle transforme en maison de retraite spirituelle, en lieu pour la formation professionnelle et chrétienne des travailleurs et une petite école pour les enfants des paysans.
En 1956, saint Josémaria l'appelle à Rome pour l'aider dans la gestion des œuvres apostoliques de l'Opus Dei. Toutefois, début 1957, Guadalupe voit sa santé se dégrader et on lui diagnostique une maladie cardiaque. Après plusieurs mois d'hospitalisation et plusieurs interventions chirurgicales, elle rentre en Espagne.

### Dernières années
Malgré ses problèmes cardiaques, Guadalupe poursuit ses activités apostoliques. Elle est aussi de nouveau professeur de chimie et obtient son doctorat en 1965. Vice directrice de l'École féminine d'Ingénieurie industrielle de Madrid de 1964 à sa mort, elle s'engage également dans la recherche des sciences chimiques, et participa activement aux pôles scientifiques. Professeur appréciée de ses élèves, elle est surtout un modèle de foi chrétienne pour ceux qui la côtoient. Avant chaque décision elle prie à la chapelle et  manifeste une grande dévotion à la Sainte Vierge. Sa correspondance avec saint Josémaria, qui constitue plus de 300 lettres, révèle la profondeur de sa foi chrétienne et l'itinéraire de son cheminement spirituel. Pendant 20 ans, elle s'efforce de sourire et d'être agréable aux autres malgré la maladie qui la fatigue et lui provoque parfois de grandes douleurs à la poitrine.
Le 2 juin 1975, Guadalupe est hospitalisée à la clinique universitaire de Pampelune. Après plusieurs opérations, son état se dégrade. Jusqu'à la fin, elle se montre plus préoccupée des autres patients, du personnel et de ses visiteurs que d'elle-même. Guadalupe meurt le 16 juillet 1975, fête de Notre-Dame du Carmel, 20 jours après saint Josémaria. Enterrée dans le cimetière de Pampelune, sa dépouille mortelle est transférée a l'Oratorio del Caballero à Madrid, le 5 octobre 2018.

## Vénération

### Béatification

#### Enquête sur les vertus
La cause pour la béatification et la canonisation de Guadalupe Ortiz de Landázuri débute le 18 novembre 2001 à Madrid. L'enquête diocésaine récoltant les témoignages sur sa vie se clôture le 24 octobre 2008, et elle est envoyée à Rome pour y être étudiée par la Congrégation pour les causes des saints.
Après le rapport positif des différentes commissions sur la sainteté de Guadalupe Ortiz, le pape François procède, le 4 mai 2017, à la reconnaissance de ses vertus héroïques, lui attribuant ainsi le titre de vénérable.

#### Reconnaissance d'un miracle
Une enquête médicale sur le cas d'une guérison qui aurait été obtenue par l'intercession de Guadalupe Ortiz s'était ouverte en 2003. Il s'agit d'un Espagnol de 76 ans, atteint d'une tumeur maligne de la peau à côté de l'œil droit, en 2002. La nuit avant son opération, il s'en remet à l'intercession de Guadalupe Ortiz. Le lendemain au réveil, la tumeur a disparu, et l'intervention n'est plus nécessaire. Compte tenu des rapports médicaux en faveur d'une guérison dite miraculeuse, le 8 juin 2018, le pape François signe le décret permettant la béatification de Guadalupe Ortiz.
Elle est proclamée bienheureuse le 18 mai 2019, au cours d'une messe célébrée au Palacio Vistalegre de Madrid, par le cardinal Giovanni Angelo Becciu, à laquelle participèrent 11 000 personnes.

### Culte
La bienheureuse Guadalupe Ortiz est fêtée le 18 mai.
Sa tombe est exposée à la vénération des fidèles dans l'Oratoire del Caballero de Gracia à Madrid.